# Ronin
För filmen, se Ronin (film). Uppslagsordet Roh-Nin leder hit; för bokförlaget, se Roh-Nin bokförlag; 

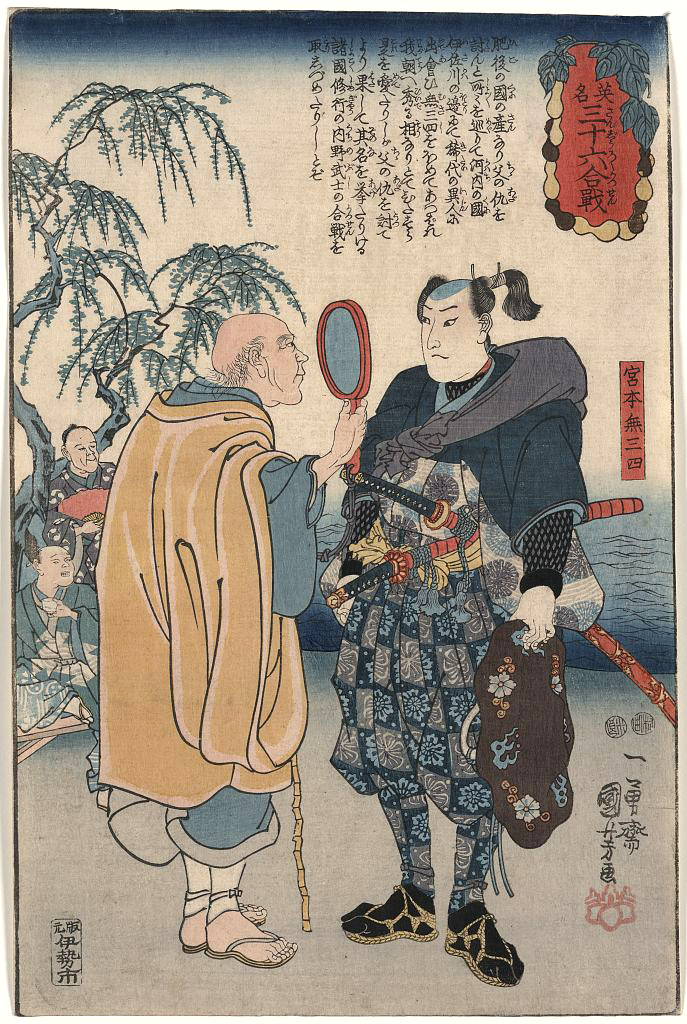
Ett träsnitt av ukiyo-e-mästaren Utagawa Kuniyoshi föreställande den berömde rōninen Miyamoto Musashi när han fick sin framtid förutspådd.

Rōnin (japanska: 浪人, ungefär kringvandrande person) var en beteckning för herrelösa samurajer i det feodala Japan. Ursprungligen syftade ordet på en livegen person som övergivit eller flytt från sin feodalherre.
I det feodala Japan var en ronin föremål för förnedring och hån, då traditionen krävde att samurajer som skilts från sin herre skulle begå rituellt självmord (seppuku). Under Tokugawaperioden växte antalet ronin dramatiskt eftersom det nu blev olagligt för samurajer att byta herre utan den tidigares tillstånd. De få som hade en daimyo (länsherre), hade dock fortfarande goda förhållanden.
I överförd bemärkelse används ordet om studenter som misslyckats med inträdesproven till de universitet de sökt till, och går i väntan på nästa termins inträdesprov. Ibland betecknar ronin allmänt någon som misslyckats i ett prov eller liknande och väntar på att få en ny chans.